# Kavita Krishnan
Kavita Krishnan (Coonoor, 1973) é uma ativista dos direitos das mulheres que divulgou o problema da violência contra as mulheres após o estupro coletivo de Nirbhaya, em Delhi, em 2012.
Kavita Krishnan também foi membro do Politburo do Partido Comunista da Libertação da Índia (Marxista-Leninista) e foi membro de seu Comitê Central por mais de duas décadas. Ela também foi editora da publicação mensal do CPI (ML) Liberation, Liberation, e secretária da AIPWA.

## Antecedentes iniciais e vida pessoal
Kavita Krishnan nasceu de pais tâmeis, em Coonoor, Tamil Nadu, na Índia. Ela cresceu em Bhilai, Chhattisgarh. Seu pai trabalhava como engenheiro em uma siderúrgica, enquanto sua mãe ensinava inglês. Ela completou seu bacharelado no St. Xavier's College, Mumbai. Kavita recebeu um Mestrado em Filosofia em Literatura Inglesa pela Universidade Jawaharlal Nehru.[carece de fontes?]

### Ativismo Inicial
Kavita Krishnan passou a fazer parte de um grupo de teatro liderado por Arun Ferreira, no St. Xavier's College, Mumbai (faculdade afiliada à Universidade de Mumbai) e participava de peças de rua e protestos. Sua séria passagem pelo ativismo político ocorreu quando ela ingressou na Universidade Jawaharlal Nehru, onde obteve seu mestrado e foi eleita Secretária Adjunta da União dos Estudantes, em 1995. Ela foi membro da All India Students Association enquanto estudava na JNU. Ela se envolveu seriamente com o ativismo quando conheceu o líder estudantil Chandrashekhar Prasad, que também era aluno da JNU e membro da AISA. Carinhosamente lembrado como Chandu pelos estudantes da JNU até hoje, ele foi assassinado junto com seu colega líder do CPI (ML), Shyam Narayan Yadav, em 31 de março de 1997, em Siwan, Bihar, enquanto discursava em uma reunião de rua.
A vida de Kavita Krishnan como ativista mudou seriamente após este incidente. Chandrashekhar, que foi presidente da União de Estudantes da JNU um ano antes de Kavita ser eleita Secretária Adjunta, foi a primeira a reconhecer sua paixão e a sugerir-lhe que trabalhasse em tempo integral pelos direitos das mulheres. Após o assassinato de Chandu, milhares de estudantes do JNU participaram de manifestações em massa, exigindo ação contra o ex-parlamentar do Rashtriya Janata Dal, Mohammad Shahabuddin, cujos homens, alegaram, teriam executado o ataque.
Kavita Krishnan participou dos protestos em Delhi, onde os estudantes manifestantes foram atacados pelos homens de Laloo Yadav, em Bihar Bhawan. Ela passou oito dias na prisão por sua participação nos protestos.

### Papel nos protestos de Nirbhaya
Ao mesmo tempo que emergiu como uma das ativistas mais influentes durante os massivos protestos anti-estupro que se seguiram à violação e ao assassinato de uma mulher de 23 anos na capital da Índia, Nova Deli, Kavita Krishnan contribuiu substancialmente para moldar o discurso do movimento. Um dos discursos que ela fez no protesto em frente à casa da ministra-chefe de Delhi, Sheila Dikshit, rapidamente se tornou viral no YouTube. Neste discurso, ela apresentou uma espécie de manifesto do movimento, que representava uma grande ruptura com o ponto de vista securitizado e protecionista que predominava naquela época e articulava a liberdade das mulheres como a principal reivindicação. Neste discurso, ela argumentou contra o senso comum predominante de que a pena de morte era a solução para o estupro. Ela salientou que as taxas de condenação por violação na Índia são extremamente baixas e, portanto, métodos como a castração química e a pena de morte não podem funcionar como dissuasores. Ela defendeu fortemente o argumento com base na "liberdade incondicional" das mulheres, na "liberdade sem medo". As suas opiniões sobre a pena de morte influenciaram a formação do discurso em torno da violação após os protestos anti-estupro de 16 de Dezembro. A exigência de “Liberdade sem Medo” tornou-se um ponto de encontro para os manifestantes anti-estupro, e as opiniões de Kavita Krishnan sobre “Liberdade” foram amplamente publicadas.

### Assédio
Ela disse aos repórteres,
| “ | Esses trolls... eles me perseguem regularmente, rotineiramente, pela cor da minha pele, pela minha aparência, me dizendo que não vale a pena me estuprar, a que tipo de tortura e estupro eu deveria ser submetida, me dizendo com que tipo de homem eu deveria estar dormindo... e assim por diante, mais e mais. | ” |

### Consequências com a liberação do CPI (ML)
Em uma postagem de Facebook de 1º de setembro de 2022, Kavita Krishnan anunciou que o CPI (ML) Libertação a isentou de todos os cargos e responsabilidades do partido a seu pedido; no entanto, ela continuará a ser membro do partido. Tme-se visto isso como consequência das suas diferenças com a liderança em várias questões, incluindo aquelas relacionadas à China e à Guerra Russo-Ucraniana. Nos meses anteriores, ela criticou frequentemente os regimes socialista e comunista.
Ela escreveu em uma postagem na mídia social,
| “ | Os meus amigos da esquerda indiana… nunca conseguiram reconciliar-se com o fato de que os povos da URSS e especialmente as suas repúblicas colonizadas, escolheram não manter a União Soviética e que Gorbachev, no final das contas, respeitou essa escolha em vez de 'impor o socialismo por baionetas' contra as pessoas que o rejeitaram… Não é suficiente discutir o regime de Stalin, a URSS ou a China como socialismos que não deram certo, mas como alguns dos piores autoritarismos do mundo, que servem de modelo para regimes autoritários em todo o mundo. | ” |

## Fearless Freedom
O livro "Fearless Freedom" (Liberdade sem medo), de Kavita Krishnan, foi publicado em maio de 2020.
Uma recepção mais popular de Fearless Freedom foi feita pelo Women's Web, um popular blog indiano que celebra as vozes das mulheres. A autora Piyusha Vir fala sobre como Fearless Freedom reconhece que, "O confinamento ao próprio lar é uma forma de violência que nem sequer é reconhecida" e como esse reconhecimento foi uma "rude verificação da realidade" para ela. Esta verificação da realidade a fez pensar em como a vida das mulheres na Índia é vigiada em nome da segurança, e faz com que ela questione: "O que podemos fazer para desmantelar esta sociedade e este sistema profundamente patriarcais?"
Aishwarya Bhuta fez uma resenha do livro Fearless Freedom na revista acadêmica Society and Culture in South Asia. Ela fala sobre como este livro foi escrito tendo como pano de fundo o caso de estupro coletivo de Delhi em 2012, o que faz Kavita Krishnan reiterar sua declaração: "A pena de morte não é um impedimento para o estupro", e como a destemida liberdade das mulheres deve ser protegida a todo custo. Esta resenha de Aishwarya Bhuta fala do estilo com que o livro foi escrito: simples e consiste em experiências pessoais, trechos autobiográficos, exemplos de cinema e poesia.

## Reconhecimento
Kavita Krishnan foi reconhecida como uma das 100 mulheres mais inspiradoras do mundo pela BBC, em 2014.